# Ippolito Caffi
Ippolito Caffi, född 16 oktober 1809 och död 20 juli 1866, var en italiensk målare.
Caffi följde Canalettos konstriktning och visade i sina detaljrika veduter och folklivsbilder från, Rom, Venedig och Orienten prov på en färgstark men samtidigt harmonisk kolorit.